# Муза Парфянська

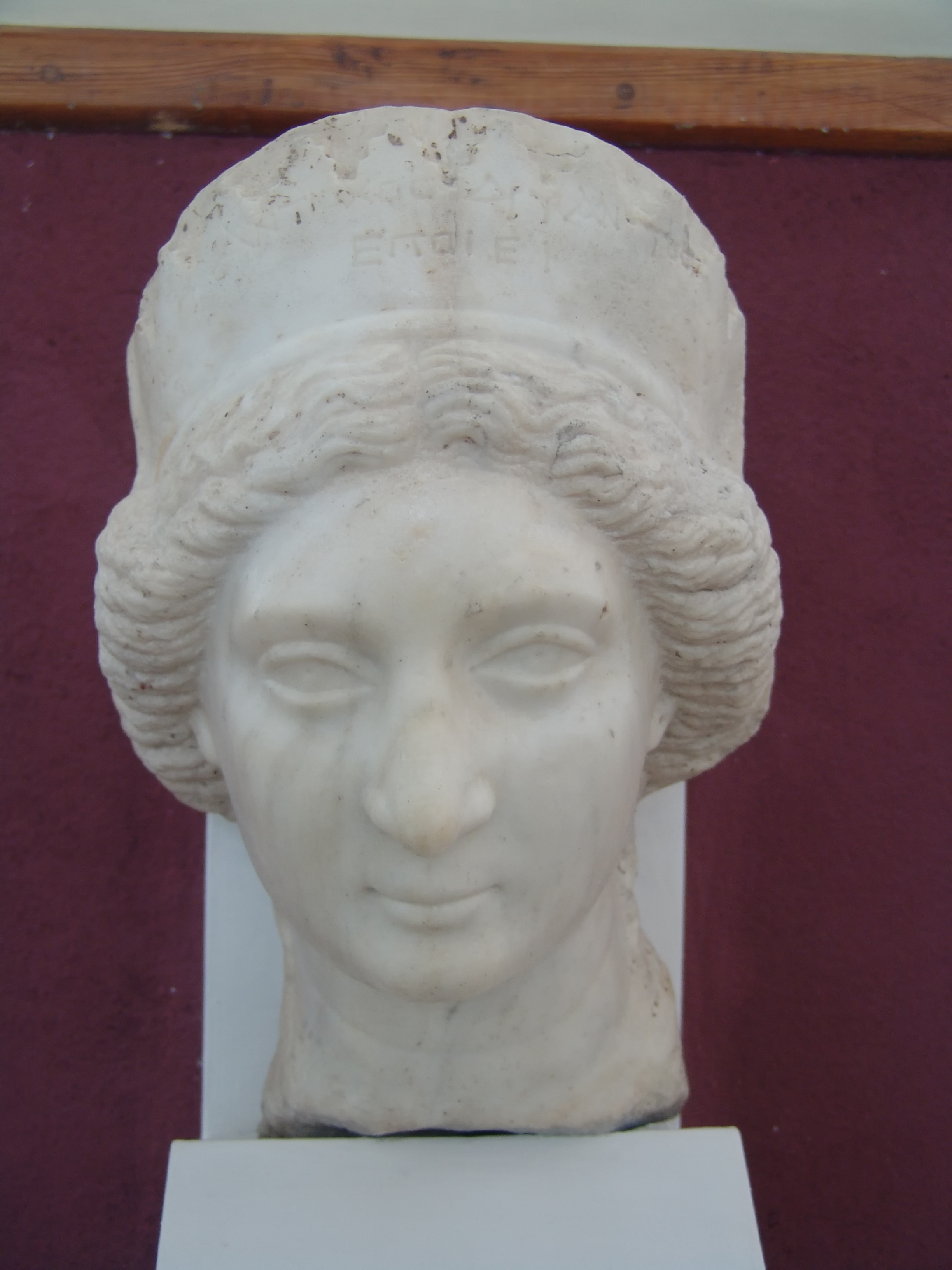
Бюст з Іранського національного музею

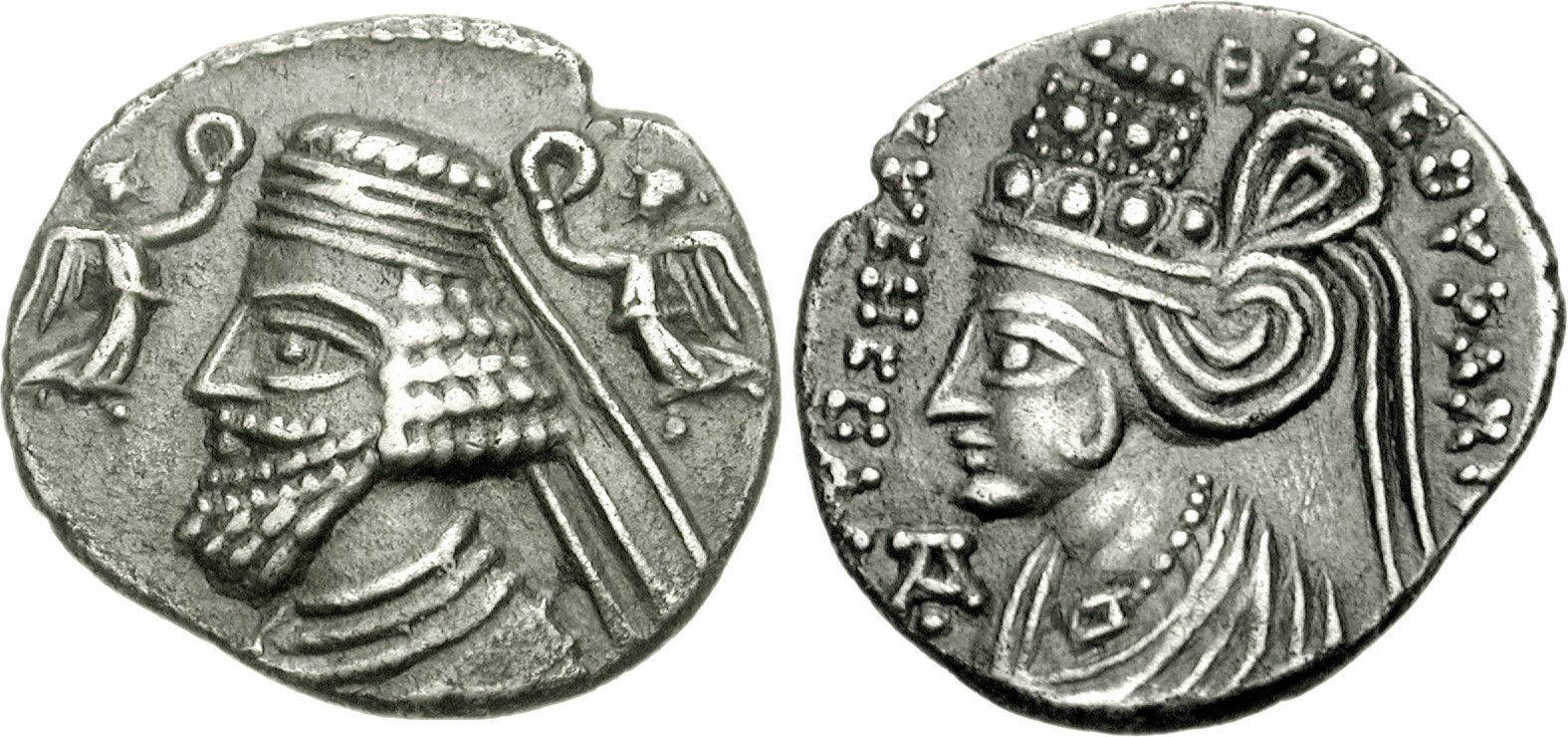
Зображення Музи карбували на парфянських монетах поряд із зображенням Фраата V

Муза — цариця Парфії, дружина парфянського царя Фраата IV, фактична співправителька свого сина Фраата V.

## Історія
Муза була римлянкою за походженням; за однією з версій — фавориткою римського імператора Августа, який подарував її парфянському царю Фраат IV за мирний договір з Парфією, за яким Риму повернули штандарти, взяті ще після битви при Каррах. 
Вона стала користуватися особливою пошаною та любов'ю у Фраата IV, пізніше він взяв її в законні дружини. 
Муза багато сприяла проримській орієнтації Фраата IV, при якому його сини були направлені в Рим на проживання та навчання, фактично — як почесні заручники. У реальності це було спробою видалити від спадкування корони інших синів Фраата IV і передати трон своєму синові — майбутньому царю Фраату V. 

## Переворот і вбивство Фраата IV
Разом зі своїм сином — спадкоємцем Фраатом V — брала участь у змові проти свого чоловіка — царя Фраата IV, отруївши його. Після вступу на трон Фраата V стала фактичною співправителькою. Її зображення карбували на парфянських монетах поряд із зображенням Фраата V. 

## Зміщення та вбивство
За описом, даним Йосипом, нібито мала близьких зв'язках зі своїм сином, він узяв її за дружину, що було неприйнятно і геть відкидалося парфянами. Це і стало причиною нової змови парфянської знаті, при якій Фраат V і Муза були зміщені з трону та вбиті.
Інша й імовірніша версія зміщення Фраата V і Музи — їх вельми яскрава проримська орієнтація, обумовлена римським походженням Музи. Парфянська знать, змістивши Фраата V і Музу, передала трон Ороду III.